# Anatolij Maksiuta
Anatolij Arkadijovytj Maksiuta (ukrainska: Анатолій Аркадійович Максюта) född 15 juni 1963 i Kozatjkyi Chmelnytskyj oblast i Ukrainska SSR i Sovjetunionen (nu Ukraina), är en ukrainsk politiker, som  3 september 2014 tillträdde som tillförordnad minister för ekonomisk utveckling och handel i Ukraina. 